# Giuseppe Alongi
Giuseppe Alongi (Mazara del Vallo, 11 de octubre de 1985) es un deportista italiano que compitió en esgrima, especialista en la modalidad de florete. Ganó una medalla de bronce en el Campeonato Europeo de Esgrima de 2004, en la prueba por equipos.

## Palmarés internacional
| Campeonato Europeo | Campeonato Europeo     | Campeonato Europeo | Campeonato Europeo  |
| Año                | Lugar                  | Medalla            | Prueba              |
| ------------------ | ---------------------- | ------------------ | ------------------- |
| 2004               | Copenhague (Dinamarca) | Medalla de bronce  | Florete por equipos |